# Przegub dwukrzyżakowy

Przegub podwójny zintegrowany

Podwójny przegub może zapewnić kompensację nierównobieżności

Przegub dwukrzyżakowy – przegub homokinetyczny złożony z dwu połączonych ze sobą przegubów krzyżakowych. 
Przez odpowiednią geometrię można zapewnić równobieżność wałka wejściowego i wyjściowego, mimo tego że wałek pośredni będzie poruszał się cyklicznie ze zmienną prędkością. 
W przypadku, gdy osie wałków leżą w jednej płaszczyźnie, równobieżność można osiągnąć dla dwu przypadków pokazanych na animacjach. Spełniony jest warunek równości kątów wychylenia obu przegubów, a osie czopów na wałku pośredniczącym leżą w jednej płaszczyźnie. 
W rozwiązaniu na pierwszej animacji, pozwalającym na wychylenia kątowe, możliwe jest skrócenie wałka pośredniego i osiągnięcie zwartej konstrukcji.
Drugie rozwiązanie pozwala na równoległe przesuwanie osi, np. w rozwiązaniu przeniesienia napędu w samochodzie z silnikiem umieszczonym z przodu do mostu napędzającego tylne koła.